# Катунское
Катунское — село в Смоленском районе Алтайского края. Входит в состав Верх-Обского сельсовета.

## История
Основано в 1712 г. В 1928 году состояло из 354 хозяйств, основное население — русские. В административном отношении являлось центром Катунского сельсовета Смоленского района Бийского округа Сибирского края.

## Население
| 1926 | 1997 | 1998 | 1999 | 2000 | 2001 |
| ---- | ---- | ---- | ---- | ---- | ---- |
| 2099 | ↘476 | ↗504 | ↗507 | ↘493 | ↘469 |
| 2002 | 2003 | 2004 | 2005 | 2006 | 2007 |
| ↘452 | ↗455 | ↘452 | ↗454 | ↘453 | ↗460 |
| 2008 | 2009 | 2010 | 2011 | 2012 | 2013 |
| ↘456 | ↗484 | ↘470 | ↘467 | ↘458 | ↘444 |

Национальный состав
Согласно результатам переписи 2002 года, в национальной структуре населения русские составляли 96 %.